# Miguel Illescas Córdoba
Miguel Illescas Córdoba (* 3. Dezember 1965 in Barcelona) ist ein spanischer Schachspieler.

## Leben
Illescas Córdoba, von Beruf Informatiker, entschloss sich bereits frühzeitig zu einer Profischachspielerkarriere. 1986 wurde er Internationaler Meister, 1987 und 1988 gewann er in Las Palmas, 1988 verlieh ihm die FIDE den Großmeistertitel. 1991/92 gewann er gemeinsam mit Leonid Judassin in Pamplona. 1992 kam er in León nach Boris Gulko auf Platz zwei, in Chalkidiki nach Wladimir Kramnik und Joël Lautier auf Rang drei. In diesem Jahr überstieg seine Elo-Zahl erstmals 2600 Punkte, womit er einen spanischen Rekord aufstellte. 1993 wurde er in Wijk aan Zee, das zum ersten und einzigen Mal im K.-o.-System ausgetragen wurde, Zweiter nach einer 1:2 (+0 =2 −1)-Finalniederlage gegen Anatoli Karpow. Im selben Jahr gewann er in Lissabon das Zonenturnier und qualifizierte sich für das Interzonenturnier in Biel, spielte außerdem in Linares einen Wettkampf gegen Ljubomir Ljubojević 4:4 (+0 =8 −0). 1995 gewann Illescas Córdoba das Zonenturnier von Linares vor Tony Miles und wurde erstmals spanischer Meister; 1998 (punktgleich mit Francisco Vallejo Pons), 1999, 2001, 2004, 2005, 2007 und 2010 wiederholte er diesen Erfolg. 1996 teilte er mit Wesselin Topalow Platz eins und zwei in Madrid, 1997/98 siegte er gemeinsam mit Ulf Andersson in Pamplona. 2003/04 siegte er gemeinsam mit Luke McShane und Emil Sutovsky erneut in Pamplona.
Illescas Córdoba war mehrfach Sekundant von Wladimir Kramnik: 2000 bei dessen erfolgreichem Weltmeisterschaftskampf gegen Garri Kasparow in London, 2004 beim Duell gegen Péter Lékó und 2006 beim Wiedervereinigungsmatch gegen Wesselin Topalow.
Seit 2004 ist er auch FIDE Senior Trainer.
1987 und von 1989 bis 1994 führte er die spanische Rangliste an.

## Nationalmannschaft
Illescas Córdoba hat mit der spanischen Nationalmannschaft zwischen 1986 und 2014 an zwölf Schacholympiaden teilgenommen, dabei erreichte er 2006 in Turin das drittbeste Einzelergebnis am dritten Brett. Außerdem war er seit 1999 bei allen acht Mannschaftseuropameisterschaften am Start.

## Vereine
In der spanischen Mannschaftsmeisterschaft spielte Illescas Córdoba 1987 für den Meister CE Vulcà Barcelona, 1988 für den Meister CA La Caja de Canarias, anschließend bis 2000 sowie erneut 2009 für die Mannschaft von UGA Barcelona, mit der er 1991, 1993 und 1996 spanischer Mannschaftsmeister wurde, von 2002 bis 2004 für CA iberCaja Zaragoza, 2005 und 2006 für CA Intel-Tiendas UPI Mancha Real, 2007, 2008 und 2011 für die Mannschaft von CCA CajaCanarias Santa Cruz, mit der er 2008 Meister wurde, 2010 für den SCC Sabadell und 2014 für den Meister Mérida Patrimonio de la Humanidad. Am European Club Cup nahm er 1987/88 mit CE Vulcà Barcelona, 1989/90 mit CA La Caja de Canarias und 1993 mit UGA Barcelona teil. In der deutschen Schachbundesliga spielte er in der Saison 1996/97 für den SV Empor Berlin. Später war er bei der SG 1868-Aljechin Solingen und der SG Porz gemeldet, blieb jedoch ohne Einsatz. In Frankreich spielte er bis 2003 bei Montpellier Echecs.